# Riserva naturale integrale Grotta Palombara
La Riserva naturale integrale Grotta Palombara è un'area naturale protetta ubicata nel comune di Melilli nel libero consorzio comunale di Siracusa, istituita, nel 1998 dall'Assessorato regionale al Territorio e Ambiente della Regione Siciliana, attualmente affidata in gestione all'Università degli Studi di Catania.

## Territorio
La riserva si estende su una superficie di poco più di 11 ettari ed è costituita da un pianoro ubicato a mezza costa dei Monti Climiti. È stata istituita per tutelare la Grotta Palombara, una cavità carsica che si sviluppa per quasi 800 metri e presenta due importanti sale: la “Sala dei Vasi” e la “Sala del Guano”.

## Fauna
Nell'area epigea è presente una fauna costituita da diverse specie di invertebrati e vertebrati. Tra i rettili la lucertola campestre, la lucertola siciliana, il ramarro occidentale e il biacco, mentre tra gli uccelli la gazza, il passero solitario, il gheppio, la quaglia, lo storno nero, il piccione selvatico, il colombaccio e la ghiandaia.
Gli ambienti ipogei ospitano lo pseudoscorpione Roncus siculus, specie endemica presente anche nella Grotta Monello, e colonie di pipistrelli di varie specie (Myotis myotis, Miniopterus schreibersii e Rhinolophus ferrumequinum).

## Flora
Molte le forme di vegetazione che caratterizzano la riserva: carrubo, olivastro e bagolaro.